# Chồng chập lượng tử
Chồng chập lượng tử (hay là chồng chất lượng tử, xếp lớp lượng tử) là một trong những nguyên lý cơ bản của cơ học lượng tử, nó phát biểu rằng các tổ hợp tuyến tính của nghiệm phương trình Schrödinger cũng là nghiệm phương trình Schrödinger. Điều này xuất phát từ thực tế là phương trình Schrödinger là một phương trình vi phân tuyến tính theo thời gian và vị trí. Chính xác hơn, trạng thái của một hệ được cho bởi tổ hợp tuyến tính của tất cả các hàm eigen của phương trình Schrödinger chi phối hệ đó.
Một ví dụ về chồng chập lượng tử là khái niệm qubit được sử dụng trong xử lý thông tin lượng tử. Trạng thái qubit nói chung là sự chồng chập của các trạng thái cơ bản {\displaystyle |0\rangle } và {\displaystyle |1\rangle }:
{\displaystyle |\Psi \rangle =c_{0}|0\rangle +c_{1}|1\rangle ,}
trong đó {\displaystyle |\Psi \rangle } là một trạng thái lượng tử của qubit, với {\displaystyle |0\rangle }, {\displaystyle |1\rangle } biểu thị các nghiệm cụ thể của phương trình Schrödinger bằng ký hiệu bra-ket có trọng số là hai biên độ xác suất {\displaystyle c_{0}}, {\displaystyle c_{1}}, và cả hai đều là số phức. Ở đây ta có {\displaystyle |0\rangle } và {\displaystyle |1\rangle } tương ứng với các giá trị nhị phân 0 và 1 của bit cổ điển. Xác suất đo được hệ thống ở trạng thái {\displaystyle |0\rangle } hoặc {\displaystyle |1\rangle } được cho tương ứng bởi {\displaystyle |c_{0}|^{2}} và {\displaystyle |c_{1}|^{2}} (xem quy tắc Born). Trước khi phép đo xảy ra, qubit ở trong tình trạng chồng chập của cả hai trạng thái.
Các vân giao thoa trong thí nghiệm khe đôi cũng cung cấp một ví dụ khác về nguyên lý chồng chập.